# Högsby kommunala realskola
Högsby kommunala realskola var en realskola i Högsby verksam från 1950 till 1967.

## Historia
Skolan fanns som högre folkskola och ombildades 1950 till en kommunal mellanskola, vilken 1 juli 1952 ombildades till Högsby kommunala realskola.
Realexamen gavs från 1950 till 1967.
1952 stod ett skolhus klart, som efter realskoletiden används av Fröviskolan, sammanbyggd med senare uppförda lokaler.